# Diocèse de Ngozi
Le diocèse de Ngozi est un diocèse de l'Église catholique au Burundi, ayant pour siège la ville de Ngozi. 

## Histoire
Le vicariat apostolique de Ngozi est créé le 14 juillet 1949, par démembrement du vicariat apostolique de l'Urundi. Le 11 juin 1959, ces deux vicariats perdent une partie de leur territoire pour former le vicariat d'Usumbura. 
Le 10 novembre 1959, le vicariat de Ngozi est élevé au rang de diocèse. Le 5 septembre 1968, il est démembré pour ériger le diocèse de Muyinga. Le 13 avril 1973, il cède une nouvelle portion de son territoire, en faveur du nouveau diocèse de Ruyigi. 

## Géographie
Le diocèse, d'une superficie de 2 707 km2, a pour siège la cathédrale Cœur Immaculé de Marie de Ngozi. Son territoire est formé de la province de Ngozi, de la province de Kayanza et de petites portions des provinces de Gitega, Karusi et Kirundo. À Ngozi se trouve l'École Reine des Apôtres (E.R.A.), créée en 1963, qui forme des catéchistes pour tout le pays. À la frontière des provinces de Ngozi et de Gitega, non loin de Gitaramuka (en), se trouve le grand séminaire saint Pierre Claver de Burasira, situé au bord du fleuve Ruvubu.